# Coron (urbanisme)
Pour les articles homonymes, voir Coron.

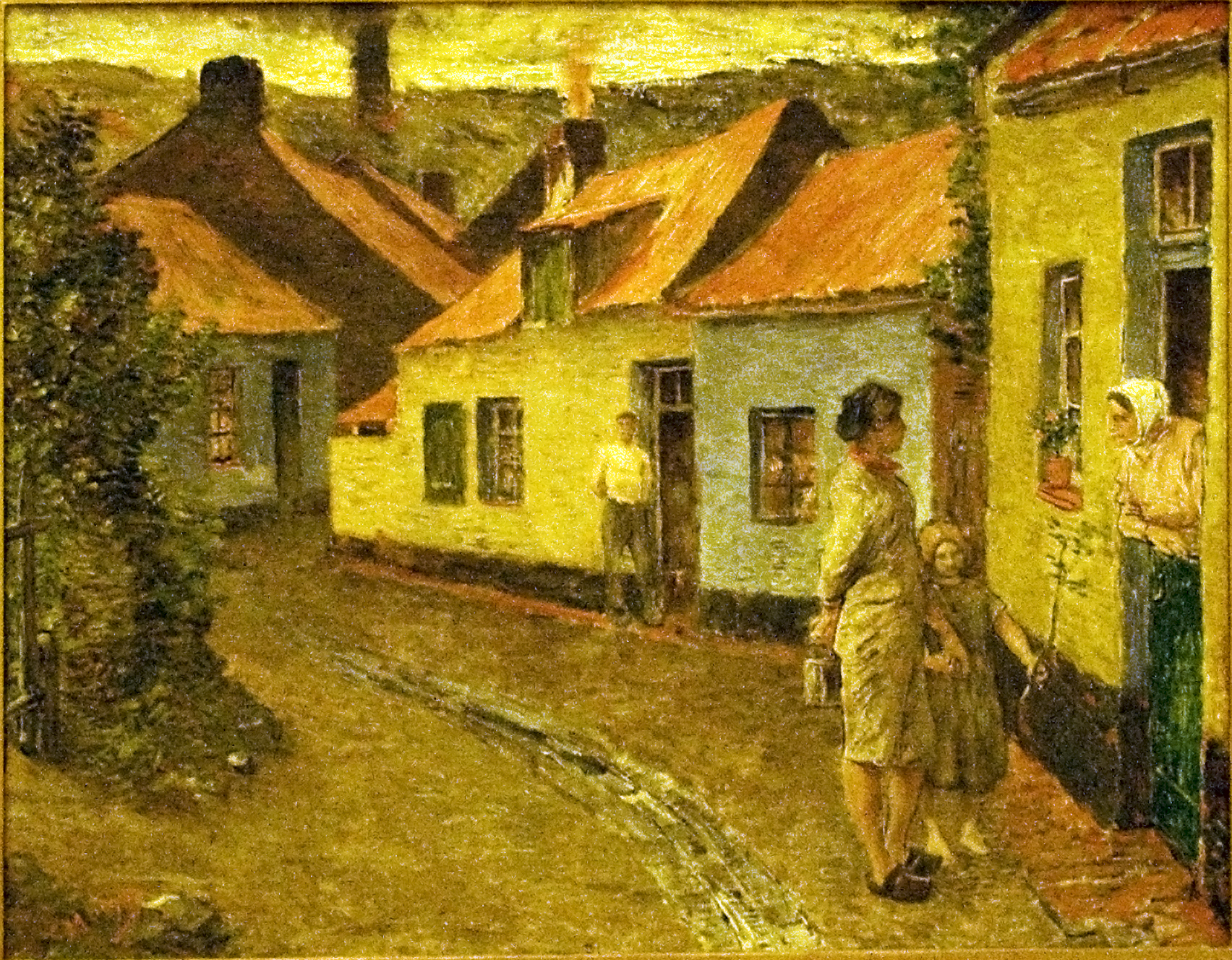
Coron, femmes faisant la causette, vers 1880 par Constantin Meunier, Musée Oldmasters.

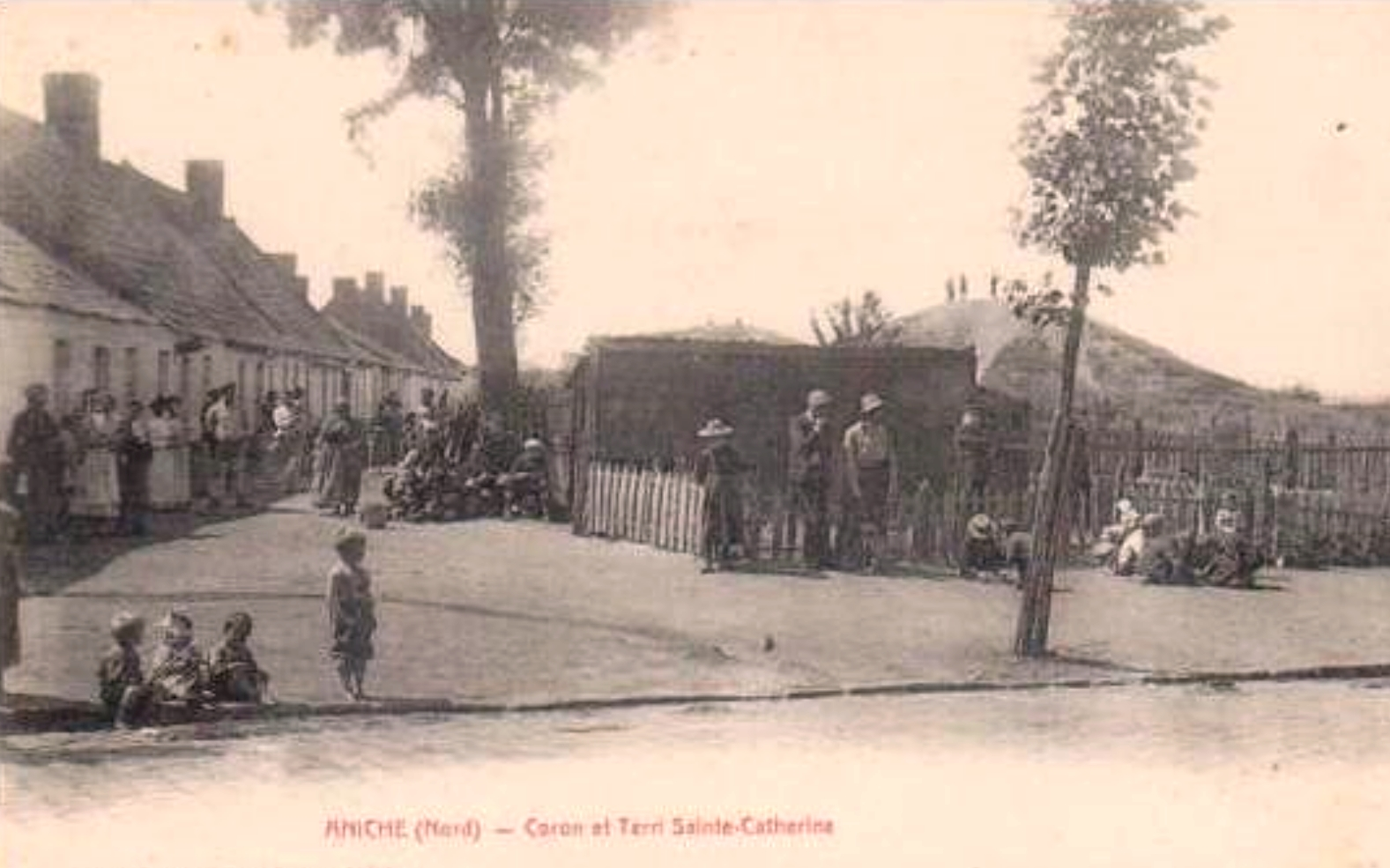
Aniche et le terril Sainte-Catherine, au début du XXe siècle.

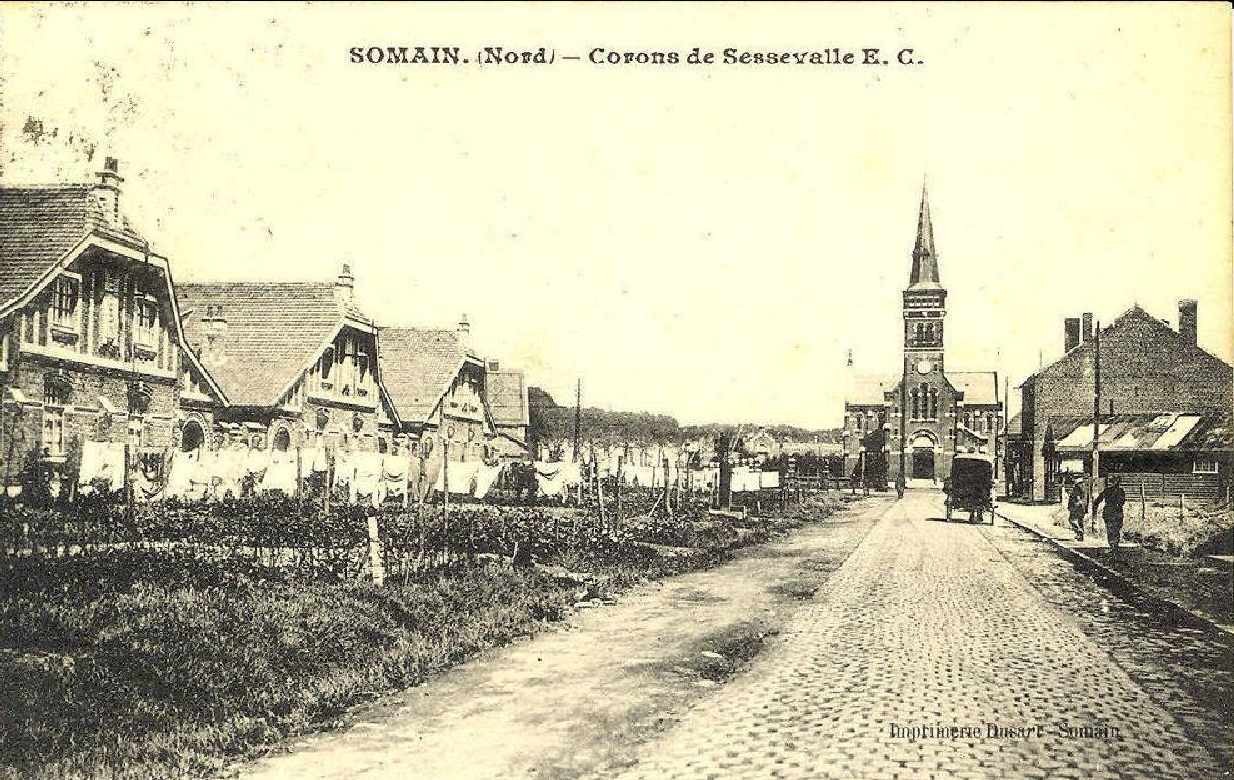
Corons De Sessevalle et ses jardins, à Somain, le long de la route pavée conduisant à l'église.

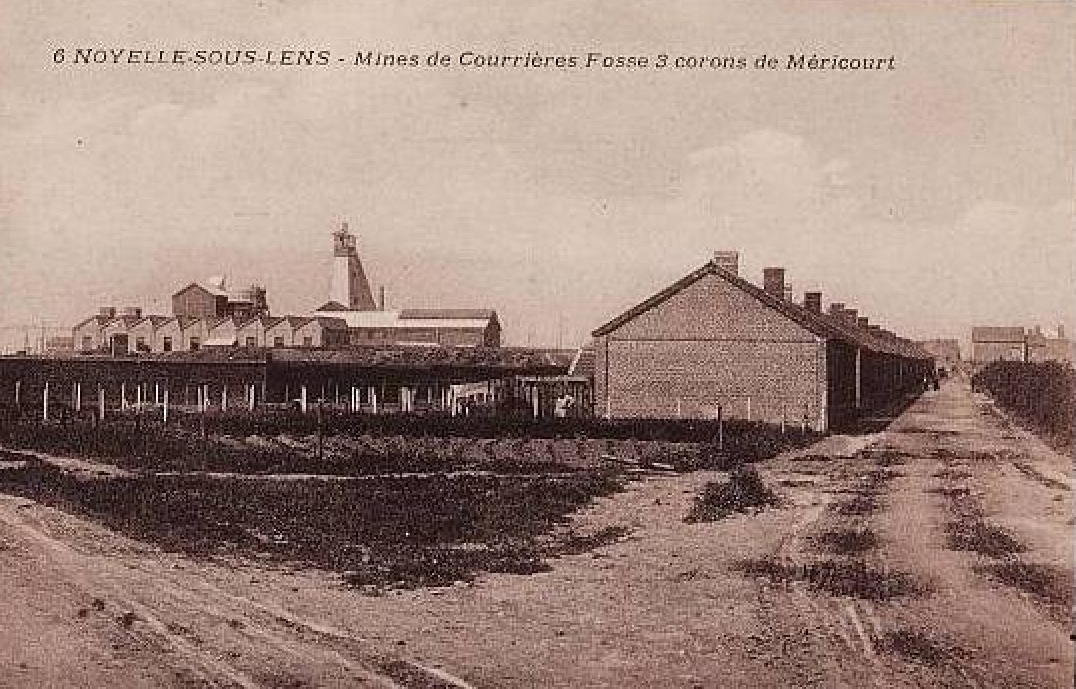
Noyelles-sous-Lens ; Coron de Méricourt, à maisons basses, avec toiture à pans simples, jouxtant le carreau de mine de la fosse 3 des mines de Courrières.

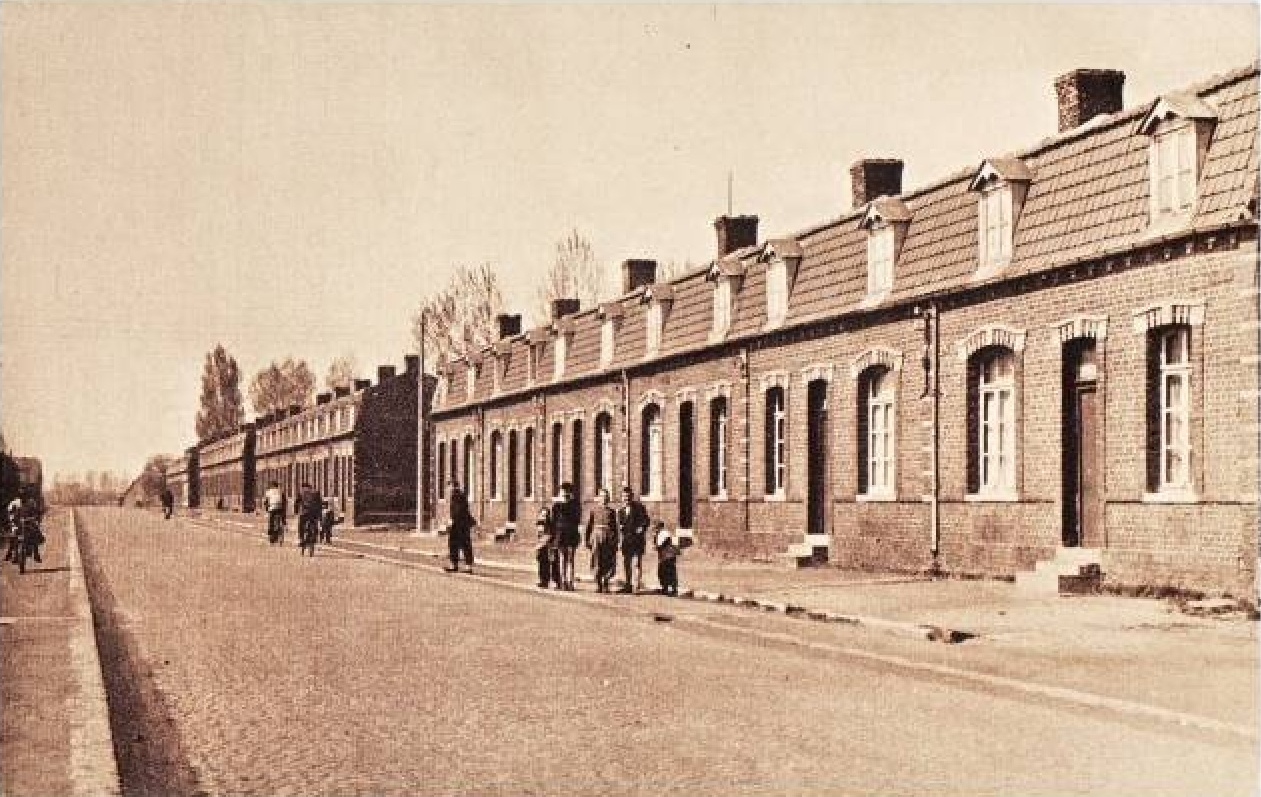
Alignement de maisons à toiture à pans cassés, d'un coron situé sur la route pavée de Rieulay (Somain).

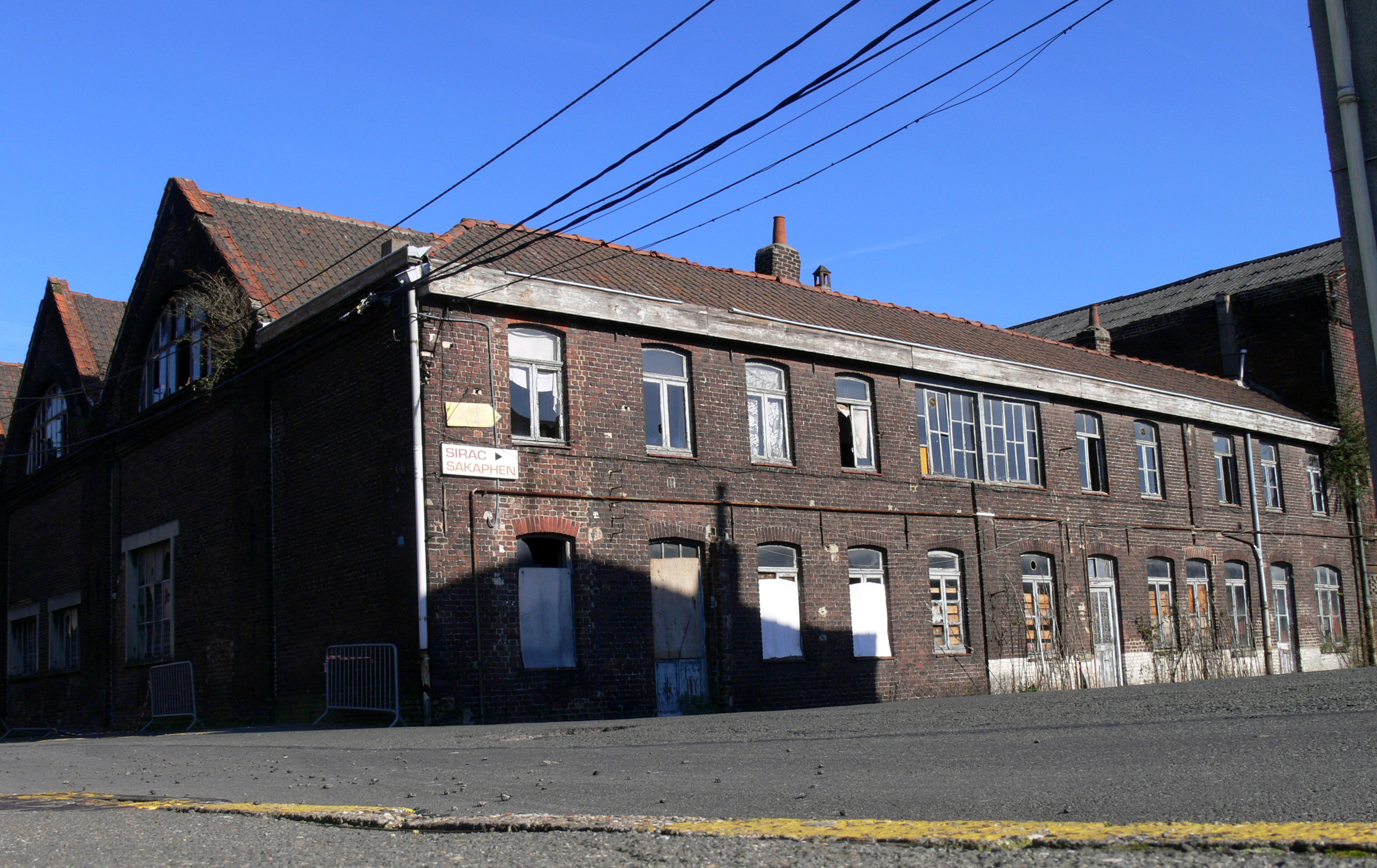
Architecture typique du nord de la France, ici à Saint-André, près de Lille.

Un coron (du wallon coron, désignant l'extrémité, le coin d'une rue puis d'un quartier ouvrier, terme issu du latin cornus, « coin ») est une habitation ouvrière typique des régions d'Europe occidentale en usage à l'époque de la révolution industrielle (seconde moitié du XIXe siècle) grâce à l'extraction du charbon et à la sidérurgie. Les corons constituaient des quartiers d'habitations unifamiliales étroites, à un étage, avec un petit jardin potager à l'arrière.

## Définition
Les maisons ouvrières étaient la plupart du temps la propriété des sociétés industrielles (houillères par exemple) employant les ouvriers qui y logeaient. Les corons étaient situés contre les usines ou à proximité du lieu de travail. Ils étaient la plupart du temps accompagnés de parcelles de jardins ouvriers.
Certains corons sont soigneusement restaurés, et reconnus comme élément du patrimoine industriel, par exemple dans le bassin minier du Nord de la France, ou en Belgique, telle la cité du Grand-Hornu. L'écrivain Émile Zola et le chanteur Pierre Bachelet les ont tous deux immortalisés, le premier dans son roman Germinal en 1885, le second dans la chanson homonyme Les Corons, écrite en 1982.

## Distinctions
Différents types de corons ont cohabité. Certains représentaient un réel progrès, à l'époque, en matière de salubrité par rapport aux foyers de choléra représentés par la malsaine architecture de « courée » lilloise (cour située à l'intérieur d'un pâté de maisons, accessible par un mince couloir depuis la rue, et entourée de logements de deux pièces superposées, avec des toilettes et un point d'eau communs au milieu de la cour). 
La distinction entre coron et cité de mine (voir cité ouvrière) tient, quant à elle, plutôt au caractère mitoyen ou non des maisons : elles le sont dans le coron (d'où un effet « mur de briques » sur toute la rue), pas dans la cité (où les maisons sont individuelles ou jumelées).
Chronologiquement, les corons apparaissent après les courées, les premiers étant plutôt typiques de la mine et de l'industrie lourde du XIXe siècle, les secondes du textile. Les courées sont également davantage associées aux centres-villes, et les corons à des cités nouvellement créées en périphérie.
Aujourd'hui, les rénovations successives font que corons comme courées sont parfois très recherchés. On distingue encore parfois leur état premier par la situation de la salle de bains au rez-de-chaussée, avec accès par la cuisine, due au rajout de cette salle d'eau construite en général après la maison.

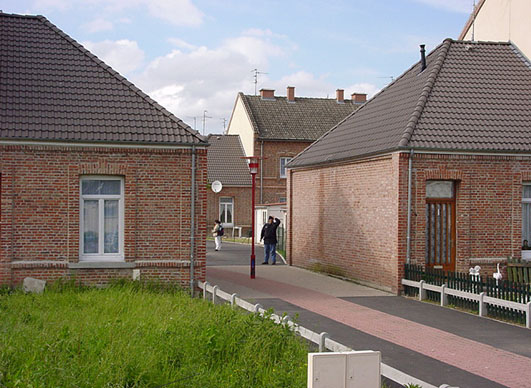
Coron réhabilité : un réseau de chaussée et chemins draine efficacement l'eau de pluie, sans inondation des caves.

## Caractéristiques architecturales
Le choix de la maison individuelle au détriment de l'immeuble est dû à plusieurs critères rationnels. La construction est rapide, peu coûteuse grâce à l'emploi de la brique, et ces maisons mitoyennes peuvent être additionnées à l'infini, formant de longues barres appelées barreau.  De plus, les premières générations de mineurs étant issues directement de la population paysanne, la maison individuelle avec jardin est plus proche de leur ancien mode de vie qu'un immeuble collectif. 
Les terrains choisis pour la construction du coron sont le plus souvent situés à proximité du carreau de fosse où les ouvriers sont destinés à travailler, à l'extérieur des bourgs, et parfois même assez loin de ceux-ci.

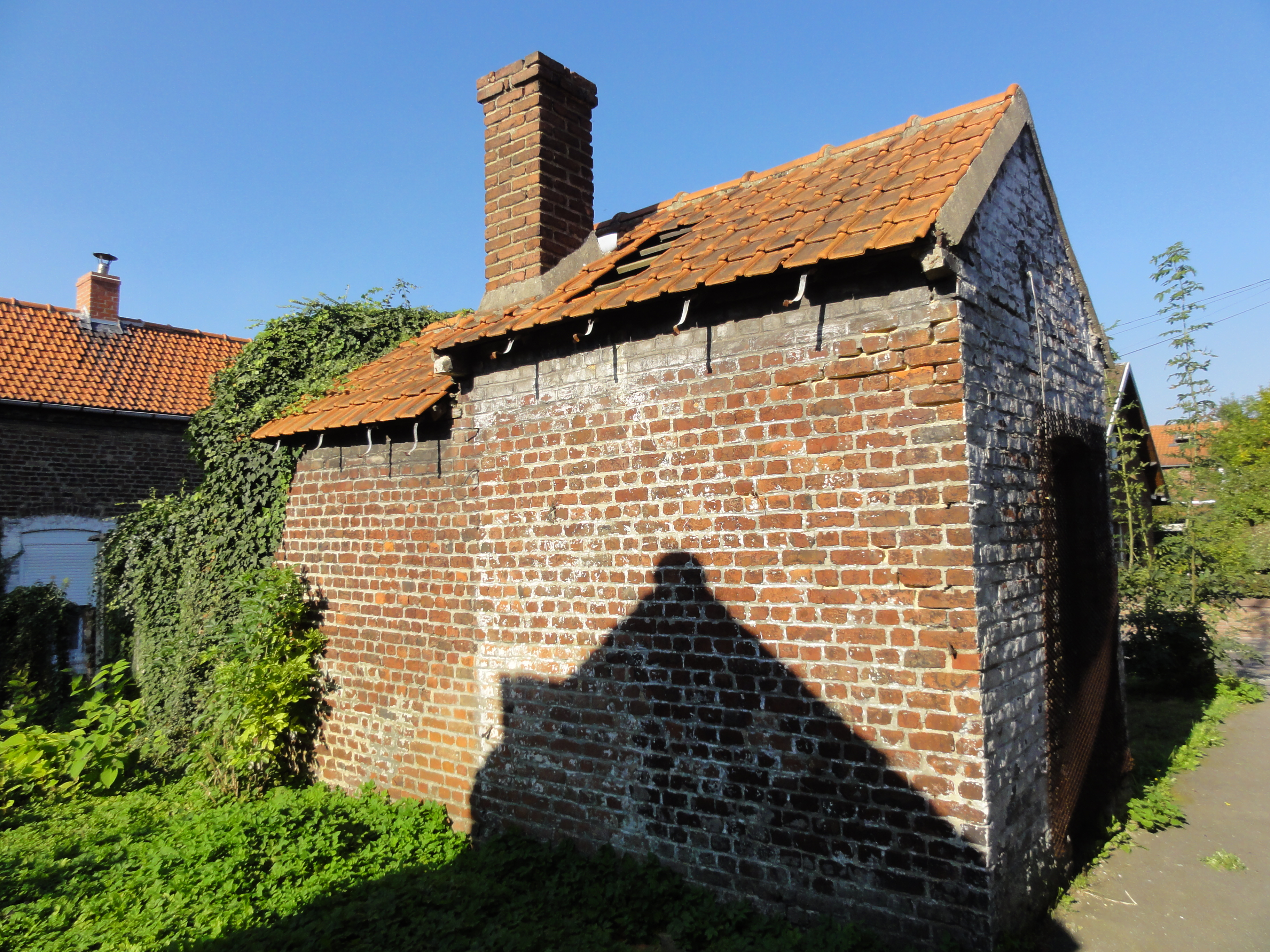
Un carin à la Cité des Électriciens, à Bruay-la-Buissière

Les corons sont le plus souvent construits en brique. Produite de manière industrielle et peu coûteuse, son utilisation permet de construire un grand nombre de logements. De plus, elles se distinguent pour leurs qualités esthétiques, et la grande variété de détails qu'elles permettent : briques de différentes couleurs, briques vernissées, de formes spéciales, etc.Les types architecturaux sont variés, mais présentent des caractéristiques communes : chaque habitation présente en général deux façades, une donnant sur la rue et une donnant sur le jardin. Les premiers corons comportent deux pièces, une au rez-de-chaussée et  une autre à l'étage, mais cette distribution évolue rapidement vers un plus grand nombre de pièces.
Les jardins sont situés à l'arrière de la maison. Les parcelles, longues et étroites, sont cultivées en jardin potager, et accueillent aussi de petites constructions annexes appelées carins, accueillant les commodités: latrines, buanderie, abri de jardin, etc.